# Titchmarsh (Northamptonshire)
Titchmarsh est une paroisse civile et un village du Northamptonshire, en Angleterre.